# Българска хип-хоп музика
Хип-хоп музиката в България се появява през 1980-те години.

## Предистория
Хип-хоп музиката възниква в средата на седемдесетте години на двадесети век в нюйорския квартал Бронкс. Като това се свързва с името на Dj Kool Herc и други изпълнители. Хип-хоп музиката има много силен социален характер, като основни теми са социалното неравенство, сегрегацията в американското общество, расизма, бедността и други. Хип-хопът се превръща в цяла култура и бързо придобива популярност през 70-те и 80-те години в САЩ. Едни от първите популярни изпълнители са Grandmaster Flash , Afrika Bambaataa, Public Enemy и N.W.A.

## Поява на хип-хоп музиката в България
Първите наченки на хип-хоп музика в България са от средата на 80-те години на двадесети век като са свързвани с брейк данс . Едни от формациите занимащи се с брейк данс, която после прераства в рап група е група Динамик. През 1987 г. Васко Теслата, Иво Тромбона (MC Гинес) и Алескандър създават група AVI MC. През 1988 те записват песента Проблеми, считана за първата българска рап песен. През 1989 година парчето се върти по Националното радио, а през 90-та, придружено от видеоклип, вече и по Националната телевизия. Песента Проблеми е записана в студиото на Нова генерация, като Димитър Воев свири на бас в парчето. Друг претендент за първи хип-хоп изпълнител в България е Васил Громков. През 1991 г. еклектична група музиканти, Dobo Rap Plamen Sound, записват експериментален рап албум на живо в черноморския град Бургас.

## Първа вълна на българския хип-хоп (1991 – 1997)
След започналия в края на 1989 г. Преход на България към демокрация и пазарна икономика започва безпроблемното навлизане на западна култура в България включително и на хип-хоп музика. Първият официален български рап албум „Оцеляват само силните“ е издаден от група Рап Нация през 1992 г. През същата година излиза и албума на варненската формация Хамбургер М „Рап купон“. Част от тази група са Мишо Шамара и DJ Dian Solo. Голямата популярност обаче хип-хопът придобива в България с втория проект на Мишо Шамара (към който DJ Dian Solo се включва впоследствие) Гумени глави. Дебютният им албум Квартал № 41 от 1994 г. поражда истински фурор. От него са продадени 120 000 копия.  . Добричката група Амнистия през 1995 г. издава албума Беглецът, който до ден днешен е еталон в българската музика. Варненската рап група "Черни сърца" записва албума си "Все още търпелив" през 1994 г., но поради липса на договор с издател успява да го издаде едва през есента а 1995. От албума са продадени над 100,000 копия но поради нелоялното отношение на компанията издател Унисон, бройката може и да е двойна.
Появяват се много други изпълнители като Черни сърца, Н.И.Ш.Т.О., Другите , Квартални братя , Пържени мъслини, Дървеняци, Dead side и М'глата. През 1995 г. Васко Теслата организира най-голямото до този момент хип-хоп събитие в България „Чудовищата на българския рап“. Появяват все повече рап изпълнители и се провеждат хип-хоп концерти и фестивали. В Разград се провежда ежегоден хип-хоп фестивал, на който изгрява звездата на група Ъпсурт през 1997 г..
По това време поради появяващи се все повече и повече изпълнители със съмнителни способности, както и заради бурните икономически и социални промени започва упадъка на хип-хоп музиката в България.

## Втора вълна на българския хип-хоп (2000 – 2005)
През 2000 г. DJ Станчо от група Динамик създава звукозаписния лейбъл Sniper Records. Той издава през 2001 г. албума на Спенс
„Прекалено лично 1“. Освен Спенс, част от Sniper Records са Слим, Димна завеса, Bobo, Da Drill, DRS (с бивши членове на Амнистия), Нокаут, OCG, Квартални Братя (с членове по това време Сянката и Оги Дог), UG и др, както и македонските изпълнители Skopie via Sofia. Със Снайпер рекърдс се свързани първите рап концерти на чуждестранни изпълнители в България. DJ Станчо издава списанието Нокаут.
Същевременно във Варна след разпаденото на Гумени глави, Мишо Шамара продължава кариерата си и с помощта на Ванко 1 създава R 'n' B Records. В редиците на новия им лейбъл влизат изпълнители като Конса, 100 кила, Лошите, Бенджамини, Кобака, Дребен G, Иво Малкия и др. През 2002 г. R 'n' B Records издава съвместния албум на пловдивския рапър Ванко 1 и Мишо Шамара „Голямата комбина“. С R 'n' B Records са свързани и други странични дейности като дискотека, кафе, магазин, модна линия, списание.
По пример на враждата между Източния и Западния бряг в САЩ, се развива противопоставяне между Sniper Records представляващ София, така наречената Западна част и R 'n' B Records представляващ Варна и Източната част, като една от главните причини за враждата е конфликт между Спенс и Мишо Шамара. Sniper Records и R 'n' B Records представят два различни подхода към хип-хоп културата. Докато Sniper records залагат на разнообразие от теми като проблеми с тежките наркотици, декриминализация и употреба на леките наркотици, корупцията, полицейското насилие, алчността, смяна на политическата система (Нокаут), елементи на хип-хоп културата като рисуването на графити (DRS), а и не рядко купони, т.е. основно теми засягищи ежедневието на младите хора в големия град, R 'n' B Records се занимават с по-неангажираща музика и основни теми в техното творчество са лукса, жените, колите, употребата на алкохол и купони, лекия живот и се представят като гангстери. Темите им са сходни с т. нар. в САЩ mafioso rap. Извън тези две звукозаписни компании известни изпълнители за периода са Ъпсурт, Румънеца и Енчев, Устата, Х-team, Колумбиеца и М'глата, Лицето, Millioni, Светците, Dr. Pit, Lady B, Ice Cream, KingSize, Хората на изгрева, Играчите, DJ T-Fresh. В този период се издават и самостоятелни албуми, и компилации. След 2003 г. хип-хопът отновно започва да губи популярност. Като тогава се появяват и много пародийни изпълнители като Бичето, Братя Мангасарян, DJ Дамян & Динамит, а Хитрите Мечоци и Big M. & Любчев се изявяват и преди това, пародирайки главно песни и изпълнители от R 'n' B Records. След 2005 г. някои изпълнители като Ъпсурт, 100 кила, Устата и Мишо Шамара наричащ се вече 6A, а след това и Big SHA продължават активната си дейност, но много други прекратяват кариерите си, а двата водещи лейбъла Sniper Records и R 'n' B Records спират да съществуват.

## Съвременен хип-хоп (Трета вълна)
От 2013 г. се провежда ежегодна церомония по връчване на награди за най-добри хип-хоп изпълнители в България 359 awards. След 2015 г. в България се появява и представители на трап музиката. Появяват се много бийтмейкъри, нови, но по-малки звукозаписни лейбъли, от които излизат много албуми, главно в дигитален формат, но също така и на CD, дори и Vinyl (плоча). С дигитализирането на музиката става изключително лесно да издадеш песен, албум, да снимаш клип или да направиш бийт. Основни платформи за новите изпълнители са youtube, Spotify и др.